# Elbow
Elbow é uma banda britânica de rock alternativo que tem como membros Guy Garvey (vocal, guitarra), Richard Jupp (bateria, percussão), Craig Potter (teclado, piano), Mark Potter (guitarra, backing vocal) e Pete Turner (baixo, backing vocal). Eles tocam juntos desde 1990 e lançaram sete álbuns: Asleep in the Back (2001), Cast of Thousands (2003), Leaders of the Free World (2005), The Seldom Seen Kid (2008), Build a Rocket Boys! (2011), The Take Off and Landing of Everything (2014) e Little Fictions (2017). No Reino Unido, todos os seus discos já figuraram na lista dos 20 mais vendidos nos anos de lançamento e ao menos sete singles já entraram no Top 40 das paradas de sucesso.
Em 2008, o Elbow venceu o Mercury Music Prize pelo álbum The Seldom Seen Kid e em 2009 eles ganharam um Brit Award por Melhor Grupo Britânico. Em 2012, eles lançaram a canção "First Steps", que se tornou o tema da rede de TV inglesa BBC durante os Jogos Olímpicos daquele ano.

## Discografia
Álbuns de estúdio
- Asleep in the Back (2001)
- Cast of Thousands (2003)
- Leaders of the Free World (2005)
- The Seldom Seen Kid (2008)
- Build a Rocket Boys! (2011)
- The Take Off and Landing of Everything (2014)
- Little Fictions (2017)
- Giants of All Sizes (2019)
- Flying Dream 1 (2021)
- Audio Vertigo (2024)